# أكيرا يوشيدا
أكيرا يوشيدا (باليابانية: 吉田 晃) (مواليد 9 يوليو 2001) هو لاعب كرة قدم ياباني.

## وصلات خارجية
- أكيرا يوشيدا على موقع رابطة كرة القدم اليابانية للمحترفين (اليابانية)
- أكيرا يوشيدا على موقع قاعدة بيانات كرة القدم.إي يو (الإنجليزية)
- أكيرا يوشيدا على موقع Soccerway.com (الإنجليزية)
- أكيرا يوشيدا على موقع عالم كرة القدم.نت (الإنجليزية)